# Бабушкін Юхим Андріанович
Юхи́м Андріа́нович Ба́бушкін (рос. Ефим Андрианович Бабушкин; нар. 1881, село Нижня Тойма, В'ятська губернія — пом. 30 червня 1927, місто Єсентуки) — радянський революціонер-більшовик, партійний робітник.

## Життєпис
Юхим Андріанович народився в селі Нижня Тойма Малмизького повіту В'ятської губернії, нині В'ятськополянський район Кіровської області. Закінчив церковно-приходську школу. В 1899 році став учнем слюсаря в механічній майстерні Іжевського заводу. В 1900 році виїхав до міста Перм, де зустрівся з революціонером П. А. Заломовим, став членом РСДРП в 1902 році. Після однієї із стачок вигнаний із залізничної майстерні і в 1903 році виїхав у Баку. Переховуючись від царської охорони, переїхав в Париж. Закордонним партійним центром направлений в Росію для підпільної революційної роботи. Був у Петербурзі, Нижньому Новгороді, Москві. 1909 року заарештований, через рік висланий до Іркутської губернії. В 1912 році втік до Харбіна.
Після лютневої революції повернувся до Іжевська, де став членом комітету РСДРП, був делегатом 65-го з'їзду РСДРП. В грудні 1917 року направлений в Туркестан, обраний головою Кокандської ради робітничих та солдатських депутатів, був редактором газети «Кокандська правда». У вересні 1918 року направлений дипломатом у Персію, де був заарештований англійцями, вивезений до Індії, потім до Лондонської тюрми. В 1920 році обміняний на англійських офіцерів, але при переїзді через фінський кордон заарештований фінською владою і поміщений у Виборзьку тюрму. В Росію повернувся 1921 року. Влітку того ж року був направлений в Сарапул для організації Банку Удмуртської АО.